# صوراني
الصوراني هو صنف من أصناف الزيتون السوري، شجرته متوسطة الحجم تأخذ الشكل الكروي. يكون ثمره عند النضج أسود اللون متوسط الحجم متطاول الشكل. وتنتشر زراعته في المناطق البعلية الداخلية ذات معدل أمطار مابين 350-600مم/سنوياً ويشكل نسبة 29.4٪ من إجمالي مساحة الزيتون في سورية.

## الاستفادة
يعتبر من أجود الأصناف المزروعة في سورية ويتصف بكونه ثنائي الغرض. يستخدم لإنتاج الزيت حيث أن نسبة الزيت فيه عالية وتتراوح بين 25 إلى 30 بالمئة من وزن الحبة. ثماره تصلح لتصنيع زيتون المائدة (تخليل أسود وأخضر).

## الإنتاجية
إنتاجية الشجرة سنويا تتراوح بين 30 إلى 50 كيلو غرام سنوياً.

## الاحتياجات المائية
الاحتياجات المائية لشجرة الزيتون الصوراني تتراوح بين 350-600 ملم سنوياً، فهو مقاوم للجفاف وبالتالى فإن مناطق زراعته تنحصر في المناطق ذات الهطل المطري المنخفض نسبياً وتحديداً في محافظات إدلب وحلب وحماة وشرق حمص ودرعا.

## مقاومة الأمراض
شجرة زيتون الصوراني مقاومة لحفار الساق و مقاومة لعين الطاووس.

## طالع أیضا
- زيتون
- جلط تدمري
- مهاطي
- محزم أبو سطل
- مصعبي
- قيسي
- جلط
- دعيبلي
- خضيري